# IC 991
IC 991 ist eine Spiralgalaxie mit ausgedehnten Sternentstehungsgebieten vom Hubble-Typ Sc im Sternbild Jungfrau auf der Ekliptik. Sie ist schätzungsweise 205 Millionen Lichtjahre von der Milchstraße entfernt und hat einen Durchmesser von etwa 90.000 Lichtjahren.

Im selben Himmelsareal befindet sich u. a. die Galaxie IC 4392.
Die Typ-II-Supernova NAME AT 2017ffk wurde hier beobachtet.
Das Objekt wurde am 23. Juli 1892 vom französischen Astronomen Stéphane Javelle entdeckt.